# В Америке есть таланты (сезон 4)
Премьера четвёртого сезона шоу «В Америке есть таланты» состоялась на канале NBC 23 июня 2009 года. Победителем сезона кантри-певец Кевин Скиннер был назван 16 сентября 2009 года. В этом сезоне это первый сезон, который будет транслироваться в формате высокой чёткости.
Ведущим этого сезона был Ник Кэннон, который сменил Джерри Спрингера. Спрингер заявил, что не мог принять участие в связи с другими обязательствами. Судьи предыдущих трёх сезонов возвратились в четвёртый сезон, несмотря на слухи, что Шэрон Осборн покинет шоу.
В финале четвёртого сезона Дэвид Хасселхофф был как судья.
Старт сезона транслировался вживую 4 августа 2009 года.

## Процесс отбора
Четвёртый сезон переносит процесс третьего сезона. Из более чем 160 номеров, прошедших прослушивание, 48 продолжат выступать на концертах. В этом сезоне название «Las Vegas Callbacks» было переименовано в «The Vegas Verdicts». В отличие от предыдущих сезонов, у номеров не было шанса выступать второй раз, если не был дан вызов судей. Судьи повторно прослушивали запись на кассетах и создали Топ-40 на основе предварительных выступлений номеров, похожий на формат шоу-сестры «В Британии есть таланты». Тем не менее, во время первого первых выступлений шоу было выявлено, когда судьи при вызове исполнительным продюсером Саймоном Коуэллом вернули обратно 8 номеров, которые ранее были сокращены. Таким образом, общее количество номеров дошло до 48. В прошлом сезоне прошедшие номера были разделены на 4 группы, которые выступали на сцене в течение двух недель с номерами, прошедшими из предыдущей ночи, были объявлены перед следующей группой выступлений номеров. В этом году каждая группа в топ-48 была разделена на 4 группы по 12 в каждой, но только одна группа выступала в неделю, а отдельные результаты показывают дату эфира показа для группы на следующий день. В этом сезоне впервые были представлены результаты эпизодов продолжительностью в один час еженедельно на основе первого сезона.
Во время эпизодов выступлений, если три судьи нажимали на кнопки, номер доводился до конца, в отличие от предыдущего сезона, где он может продолжиться в течение короткого времени. По результатам эпизодов 5 лучших номеров от каждой группы из 12 доходили до полуфинала, а 4 номера определялись голосами зрителей, судьи между номерами решали с пятым и шестым самыми высокими зрительскими голосами. 12 номеров были представлены публике в группе из двух или трёх (обычно похожие номера — например, танцоры, дети — вместе взятые) и ведущий объявил, какой из них прошёл вперёд, а какие выбыли из проекта. Когда 3 номера представлялись в виде группы, ведущий сначала объявлял номер из трёх как первый выбывший номер, а затем объявил, который номер из оставшихся двух останется в конкурсе. Последняя группа номеров была на пятом и шестом местах, а судьи выбирали один из них большинством голосов. Зрители никогда не узнавали, сколько зрительских голосов получил каждый номер.
В полуфинале 20 номеров, которые прошли через 1/4 финала, были разделены на группы по 10. Одна из этих групп выступала еженедельно, затем на следующий с эпизодом выступлений результаты. Только каждую неделю 4 номера должны были пройти в финал. Судьба трёх из них определялась голосованием зрителей, но четвёртое и пятое места определялись решением судей. Тем не менее, в одном случае судьи пропустили обоих участников, так как не могли принять решения. В другом случае, в Топ-5 номера прошли. Вместо предыдущих сезонов, когда финал содержал 4 или 5 номеров, в этом сезоне финале содержал 10 номеров.

## Предварительные прослушивания
В этом году прослушивания были проведены в городах Нью-Йорк, Хьюстон, Лос-Анджелес, Чикаго, Майами, Сиэтл/Такома, а также в Бостоне, Вашингтоне (округ Колумбия), но не были телевизионными. 160 номеров вышли в раунд «Лас Вегас».

## Второй раунд

### Неделя в Лас-Вегасе
Выпуски «Недели в Лас-Вегасе» были показаны в эфире 28, 29 июля 2009 года. В течение двух эпизодов более 160 номеров, прошедшие через предварительные раунды, были сужены до Топ-40, которые сделали это до раундов живых выступлений.
В первом эпизоде «Las Vegas Verdicts», поскольку Кэннон относилась к ним, эпизод начался с 25 из 160 номеров, которые были устранены прямо в аэропорту Лас-Вегаса. Остальным участникам были кратко показаны наслаждения достопримечательности Вегаса, прежде чем выбывание продолжилось. Номера предстали перед судьями, и была названа их судьба. Судьи выбрали 3 танцевальные группы: Destined 2 Be, BreakSk8, and U4ria Dance Crew для броска вызова. Им было предложено подготовить танец в течение 12 часов плюс они будут иметь то же самое музыкальное сопровождение. После того, как они выступят, судьи будут решать, какие танцевальные коллективы будут способствовать прохождению в четвертьфиналы Топ-40.
Во втором эпизоде была показана остальная часть ТОп-40, и многие номера выбыли. Выступления трёх танцевальных команд, оспоренных в предыдущем эпизоде, были показаны в монтаже.
В конце второго эпизода Саймон Коуэлл, который прилетел в Лос-Анджелес, заявил, что был недоволен отсевом, сделанным судьями. Коуэлл показал, что там было устранено «слишком много талантов», и он чувствовал, что некоторым участникам следует дать ещё один шанс на выступление. Как результат 2 номера были возвращены в качестве диких карт при каждом четвертьфинальном раунде.

#### Первый отрезок
Номера, которые выбыли в аэропорту Лас-Вегаса, включают в себя:
- Circus R Us
  - Предварительные мероприятия (эпизод 4): Каучук, хула-хупы на греблях велосипеда.
  - Неделя в Лас-Вегасе (часть 1): Выбыл.
- Таллан Нобл Латц
  - Предварительные мероприятия (эпизод 7): 9-летний игрок на электрогитаре.
  - Неделя в Лас-Вегасе (часть 1): Выбыл.
- Натан Бёртон
  - Предварительные мероприятия (эпизод 7): Фокусник, также появлялся в первом сезоне.
  - Неделя в Лас-Вегасе (часть 1): Выбыл.
- Кари Каллин
  - Предварительные мероприятия (эпизод 7): Певец, пел песню «Somewhere» из мюзикла Вестсайдская история.
  - Неделя в Лас-Вегасе (часть 1): Выбыл.
- Сиана Пелекай
  - Предварительные мероприятия (эпизод 10): 8-летний певец, пел песню «At Last».
  - Неделя в Лас-Вегасе (часть 1): Выбыл.
- Алекс Уэсли
  - Предварительные мероприятия (эпизод 10): 53-летний танцор.
  - Неделя в Лас-Вегасе (часть 1): Выбыл.

#### Отрезки (часть 1)
Номера, которые были обрезаны в первом эпизоде «Las Vegas Verdict», включают:
- Кейт Джонсон
  - Предварительные мероприятия (эпизод 8): Певец и гитарист, выступал с песней «Walking in Memphis» Марка Кона.
  - Неделя в Лас-Вегасе (часть 1): Выбыл.
- Тони Ферранте
  - Предварительные мероприятия (эпизод 7): 74-летний танцор, выступал с песней «You Make Me Feel (Mighty Real)» Сильвестра Джеймса.
  - Неделя в Лас-Вегасе (часть 1): Выбыл.
- Джозеф Константин
  - Предварительные мероприятия (эпизод 4): Фокусник.
  - Неделя в Лас-Вегасе (часть 1): Выбыл.
- The Spiritual Harmonizers
  - Предварительные мероприятия (эпизод 7): Закрытая гармоничная группа певцов, работников почты.
  - Неделя в Лас-Вегасе (часть 1): Выбыли.
- Fuchsia FoXXX
  - Предварительные мероприятия (эпизод 4): Танцоры живота.
  - Неделя в Лас-Вегасе (часть 1): Выбыли.
- The Hurricane Tricksters
  - Предварительные мероприятия (эпизод 4): Исполнители трюков.
  - Неделя в Лас-Вегасе (часть 1): Выбыли.

#### Отрезки (часть 2)
Номера, которые были обрезаны во втором эпизоде «Las Vegas Verdict», включают:
- Рашида Джолли
  - Предварительные мероприятия (эпизод 8): Выступала с песней «Killing Me Softly», играя на арфе.
  - Неделя в Лас-Вегасе (часть 2): Выбыла.
- Кристофер и Лаура Кэмп
  - Предварительные мероприятия (эпизод 8): Номер с кнутом.
  - Неделя в Лас-Вегасе (часть 2): Выбыли.
- Duo Design
  - Предварительные мероприятия (эпизод 9): Акробаты в жанре адажио.
  - Неделя в Лас-Вегасе (часть 2): Выбыли.
- The Flash
  - Предварительные мероприятия (эпизод 9): Жонглёры и акробаты.
  - Неделя в Лас-Вегасе (часть 2): Выбыли.
- The Kalinins (Калинины)
  - Предварительные мероприятия (эпизод 8): Отец и сын акробаты.
  - Неделя в Лас-Вегасе (часть 2): Выбыли.
- Артур Гулкаров
  - Предварительные мероприятия (эпизод 7): Акробат и танцор.
  - Неделя в Лас-Вегасе (часть 2): Выбыл.
- Кара и Кори Бритц
  - Предварительные мероприятия (эпизод 9): Родной брат гитариста/певческий дуэт, выступали с песней «Every Breath You Take» группы «The Police».
  - Неделя в Лас-Вегасе (часть 2): Выбыли.
- The Serenades
  - Предварительные мероприятия (эпизод 9): Певцы. Пели песню «Hit the Road Jack» Рэя Чарльза.
  - Неделя в Лас-Вегасе (часть 2): Выбыли.
- Destined 2 Be
  - Предварительные мероприятия (эпизод 8): Танцоры поппинга, пели песню «Shawty Get Loose» Лила Мамы.
  - Неделя в Лас-Вегасе (часть 1): Выбор судей. Учитывая новую пьесу музыки, они должны были в течение 12 часов выступить с музыкальным номером.
  - Неделя в Лас-Вегасе (часть 2): Выбыли.
- Келли Гловер
  - Предварительные мероприятия (эпизод 7): Пел песню «Listen» из фильма «Девушки мечты».
  - Неделя в Лас-Вегасе (часть 2): Выбыл.

#### Неизвестный отрезок
Номера, выбывшие в неизвестном этапе «Недели в Лас-Вегасе»:
- Unexpected Step Team
  - Предварительные мероприятия (эпизод 1): Степ-команда.
  - Неделя в Лас-Вегасе (часть 2): Номер не показан, но не прошёл в Топ-40, и, предположительно, исключён судьями.
- Anointed S
  - Предварительные мероприятия (эпизод 1): Вокальная перкуссия.
  - Неделя в Лас-Вегасе (часть 2): Номер не показан, но не прошёл в Топ-40, и, предположительно, исключён судьями.
- Black Fire Percussion
  - Предварительные мероприятия (эпизод 1): Барабанщики.
  - Неделя в Лас-Вегасе (часть 2): Номер не показан, но не прошёл в Топ-40, и, предположительно, исключён судьями.
- NYC Gay Men’s Chorus
  - Предварительные мероприятия (эпизод 1): Певцы.
  - Неделя в Лас-Вегасе (часть 2): Номер не показан, но не прошёл в Топ-40, и, предположительно, исключён судьями.
- Брюс и Симона
  - Предварительные мероприятия (эпизод 1): Воздушные гимнасты, выступали с песней «Can’t Get Enough of Your Love» Берри Уайта.
  - Неделя в Лас-Вегасе (часть 2): Номер не показан, но не прошёл в Топ-40, и, предположительно, исключён судьями.
- Брэд Байерс
  - Предварительные мероприятия (эпизод 1): Участник в стиле карнавальная интермедия, всовывал рыболовный крючок и дрель себе в нос.
  - Неделя в Лас-Вегасе (часть 2): Номер не показан, но не прошёл в Топ-40, и, предположительно, исключён судьями.
- Хор Городской Нации Хип-Хопа
  - Предварительные мероприятия (эпизод 1): Хоровое шоу.
  - Неделя в Лас-Вегасе (часть 2): Номер не показан, но не прошёл в Топ-40, и, предположительно, исключён судьями.
- Акробатическая команда Джесси Уайта
  - Предварительные мероприятия (эпизод 1): Акробаты.
  - Неделя в Лас-Вегасе (часть 2): Номер не показан, но не прошёл в Топ-40, и, предположительно, исключён судьями.
- Draconik
  - Предварительные мероприятия (эпизод 1): Огненное шоу.
  - Неделя в Лас-Вегасе (часть 2): Номер не показан, но не прошёл в Топ-40, и, предположительно, исключён судьями.
- Comic Bots
  - Предварительные мероприятия (эпизод 2): Группа, состоящая из участников, одетых в костюмы домашних роботов.
  - Неделя в Лас-Вегасе (часть 2): Хотя этот номер был показан как отрезок выживания в первоначальном аэропорту, он не прошёл в Топ-40, поэтому предполагалось устранить его судьями.
- Том Дёрнин
  - Предварительные мероприятия (эпизод 2): 52-летний танцор и иллюзионист.
  - Неделя в Лас-Вегасе (часть 2): Номер не показан, но не прошёл в Топ-40, и, предположительно, исключён судьями.
- Джозеф Харрис
  - Предварительные мероприятия (эпизод 3): Участник с йо-йо.
  - Неделя в Лас-Вегасе (часть 2): Номер не показан, но не прошёл в Топ-40, и, предположительно, исключён судьями.
- TJ & the Little Mamas
  - Предварительные мероприятия (эпизод 5): 6- и 9-летний танцоры, выступали с хип-хоповой версией песни «Dance to the Music».
  - Неделя в Лас-Вегасе (часть 2): Номер не показан, но не прошёл в Топ-40, и, предположительно, исключён судьями.
- Мисс Германия
  - Предварительные мероприятия (эпизод 5): Огненное шоу.
  - Неделя в Лас-Вегасе (часть 2): Номер не показан, но не прошёл в Топ-40, и, предположительно, исключён судьями.
- Дженис Мартин
  - Предварительные мероприятия (эпизод 5): Певец, скрипач и воздушный акробат.
  - Неделя в Лас-Вегасе (часть 2): Номер не показан, но не прошёл в Топ-40, и, предположительно, исключён судьями.
- Братья Скотт
  - Предварительные мероприятия (эпизод 5): Исполнители танца поппинг в стиле мультфильма.
  - Неделя в Лас-Вегасе (часть 2): Номер не показан, но не прошёл в Топ-40, и, предположительно, исключён судьями.
- Iconic Crew
  - Предварительные мероприятия (эпизод 5): Танцевальная бригада.
  - Неделя в Лас-Вегасе (часть 2): Номер не показан, но не прошёл в Топ-40, и, предположительно, исключён судьями.
- Live in Color
  - Предварительные мероприятия (эпизод 6): Танцевальная бригада.
  - Неделя в Лас-Вегасе (часть 2): Номер не показан, но не прошёл в Топ-40, и, предположительно, исключён судьями.
- Анна Пипоян
  - Предварительные мероприятия (эпизод 6): Танцор живота, танцевал с зажжённой опорой канделябры на голове.
  - Неделя в Лас-Вегасе (часть 2): Номер не показан, но не прошёл в Топ-40, и, предположительно, исключён судьями.
- Eclipse
  - Предварительные мероприятия (эпизод 6): Рэпер.
  - Неделя в Лас-Вегасе (часть 2): Номер не показан, но не прошёл в Топ-40, и, предположительно, исключён судьями.
- Timez 2
  - Предварительные мероприятия (эпизод 6): Певцы-близнецы в стиле хип-хоп, пели песню «Yeah!» музыканта Usher.
  - Неделя в Лас-Вегасе (часть 2): Номер не показан, но не прошёл в Топ-40, и, предположительно, исключён судьями.
- Саймон Чабан
  - Предварительные мероприятия (эпизод 8): Танцор с огнём.
  - Неделя в Лас-Вегасе (часть 2): Номер не показан, но не прошёл в Топ-40, и, предположительно, исключён судьями.
- Луис Бар и Лаура Канту
  - Предварительные мероприятия (эпизод 8): Танцоры танго.
  - Неделя в Лас-Вегасе (часть 2): Номер не показан, но не прошёл в Топ-40, и, предположительно, исключён судьями.
- Encore
  - Предварительные мероприятия (эпизод 9): Танцевальная бригада.
  - Неделя в Лас-Вегасе (часть 2): Номер не показан, но не прошёл в Топ-40, и, предположительно, исключён судьями.
- Алисия Купер
  - Предварительные мероприятия (эпизод 9): Сидячий комик.
  - Неделя в Лас-Вегасе (часть 2): Номер не показан, но не прошёл в Топ-40, и, предположительно, исключён судьями.
- N2UN
  - Предварительные мероприятия (эпизод 9): Дуэт пианистов/скрипачей.
  - Неделя в Лас-Вегасе (часть 2): Номер не показан, но не прошёл в Топ-40, и, предположительно, исключён судьями.
- Кошка Рэнелл
  - Предварительные мероприятия (эпизод 10): Певица, пела песню «Natural Woman» Ареты Фрэнклин.
  - Неделя в Лас-Вегасе (часть 2): Номер не показан, но не прошёл в Топ-40, и, предположительно, исключён судьями.
- E3
  - Предварительные мероприятия (эпизод 10): Танцевальное трио.
  - Неделя в Лас-Вегасе (часть 2): Номер не показан, но не прошёл в Топ-40, и, предположительно, исключён судьями.

## Четвертьфиналы
Четвертьфиналы начались 4 августа 2009 года. 12 номеров (10 оригиналов из Топ-40, 2 из «Дикой карты») выступали каждую неделю. 2-часовой выпуск выступлений был каждый вторник, затем в течение часа на следующий день были показаны результаты, где 5 номеров из 12 предыдущей ночью остались в проекте. Когда судьи наживали на кнопки, они должны остановить выступление, в отличие от предыдущих сезонов, где на данном этапе действий было разрешено продолжить представление, несмотря на нажатия кнопок судьями. Большой X появлялся на экране сцены с указанием номера, вычеркнутого судьями. Зрители ещё могли голосовать за вычеркнутый номер. Голоса судей остались, так как они должны решить, будет ли участник, который занял или 5, или 6 место, переведён в следующий раунд.

### Неделя 1
Выпуск вышел в эфир 4 августа 2009 года и длился 2 часа.
Результаты тура были показаны в эфире 5 августа 2009 года в течение часа. Он включал выступления Тэрри Фатора и Мэрайи Кэри.

#### Таблица удалений (неделя 1)
| Key | Нажата кнопка | Выбор судей | Вышел в полуфиналы | Занял или 5, или 6 место; Выиграл (голоса судей). | Занял или 5, или 6 место; Проиграл (голоса судей). |

Курсивом показаны номера, которые были в «Дикой карте». Указан порядок выступлений в эпизоде.
| Порядок | Участник           | Описание номера                           | Нажатия и голоса судей | Нажатия и голоса судей | Нажатия и голоса судей |
| Порядок | Участник           | Описание номера                           | Дэвид Хасселхофф       | Шэрон Осборн           | Пирс Морган            |
| ------- | ------------------ | ----------------------------------------- | ---------------------- | ---------------------- | ---------------------- |
| 1       | Breaksk8           | Коллектив танца на роликовых коньках      |                        |                        |                        |
| 2       | Тиа Мегия          | Певица                                    |                        |                        |                        |
| 3       | Братья Платт       | Пантомимеры, акробаты, танцоры            |                        |                        |                        |
| 4       | The Diva League    | Трансвенститы                             |                        |                        |                        |
| 5       | Мануэла Хорн       | Доминатриса йодле, Певица/исполнительница |                        |                        |                        |
| 6       | Бабушка Ли         | Сидячий комик                             |                        |                        |                        |
| 7       | Mosaic             | Акапельные певцы                          |                        |                        |                        |
| 8       | Acrodunk           | Акробатические баскетбольные дункеры      |                        |                        |                        |
| 9       | Arcadian Broad     | Танцор                                    |                        |                        |                        |
| 10      | Магия Томаса Дрю   | Фокусник                                  |                        |                        |                        |
| 11      | Кевин Скиннер      | Певец                                     |                        |                        |                        |
| 12      | Lake Houston Dance | Танцевальный коллектив                    |                        |                        |                        |

### Неделя 2
Выпуск вышел в эфир 11 августа 2009 года и продолжался 2 часа.
Результаты тура были показаны в эфире 12 августа 2009 года в течение часа. Он включил выступления группы LMFAO, Пенна и Теллера.

#### Таблица удалений
| Key | Нажата кнопка | Выбор судей | Вышел в полуфиналы | Занял или 5, или 6 место; Выиграл (голоса судей). | Занял или 5, или 6 место; Проиграл (голоса судей). |

Курсивом показаны номера, которые были в «Дикой карте». Указан порядок выступлений в эпизоде.
| Порядок | Участник              | Описание номера                              | Нажатия и выбор судей | Нажатия и выбор судей | Нажатия и выбор судей |
| Порядок | Участник              | Описание номера                              | Дэвид Хасселхофф      | Шэрон Осборн          | Пирс Морган           |
| ------- | --------------------- | -------------------------------------------- | --------------------- | --------------------- | --------------------- |
| 1       | Fab Five              | Коллектив танца клоггинг                     |                       |                       |                       |
| 2       | Чарльз Деуэйн         | Певец                                        |                       |                       |                       |
| 3       | Кэрол Лоо             | Танцор                                       |                       |                       |                       |
| 4       | Тони Хоард и Рори     | Собака тренера & собака, занимающаяся фрисби |                       |                       |                       |
| 5       | Элейша Миллер         | Певица/Танцор                                |                       |                       |                       |
| 6       | Paradizo Dance        | Исполнители акробатики                       |                       |                       |                       |
| 7       | Texas Tenors          | Певцы стилей кантри/классика                 |                       |                       |                       |
| 8       | SQ Entertainment      | Танцевальная бригада                         |                       |                       |                       |
| 9       | Пит Петеркин          | Самозванец Обама/Джеми Фокс/Рэй Чарльз       |                       |                       | X                     |
| 10      | Alizma                | Тройняшки певцы/скрипачи                     |                       |                       |                       |
| 11      | Beale Street Flippers | Команда танца флиппинг                       |                       |                       |                       |
| 12      | Voices of Glory       | Певческое трио                               |                       |                       |                       |

### Неделя 3
Выпуск вышел в эфир 18 августа 2009 года и длился 2 часа.
Результаты тура были в эфире 19 августа 2009 года в течение часа. Были включены выступления Эшли Тисдейла and и группы Daughtry.

#### Таблица удалений (неделя 3)
| Key | Нажата кнопка | Выбор судей | Вышел в полуфиналы | Занял или 5, или 6 место; Выиграл (голоса судей). | Занял или 5, или 6 место; Проиграл (голоса судей). |

Курсивом показаны номера, которые были в «Дикой карте». Указан порядок выступлений в эпизоде.
| Порядок | Участник                         | Описание номера        | Нажатия и голоса судей | Нажатия и голоса судей | Нажатия и голоса судей |
| Порядок | Участник                         | Описание номера        | Дэвид Хасселхофф       | Шэрон Осборн           | Пирс Морган            |
| ------- | -------------------------------- | ---------------------- | ---------------------- | ---------------------- | ---------------------- |
| 1       | FootworKINGz                     | Танцевальная труппа    |                        |                        |                        |
| 2       | Маркус Террелл и «The Serenades» | Группа певцов          |                        |                        |                        |
| 3       | Pixie Mystère                    | Акробатические танцоры |                        |                        |                        |
| 4       | Джей Маттиоли                    | Фокусник/иллюзионист   |                        |                        |                        |
| 5       | BRI                              | Певец/пианист          |                        |                        |                        |
| 6       | U4RIA Dance Crew                 | Бригада танцоров       |                        |                        |                        |
| 7       | Дэвид Джонсон                    | Комедийный певец       |                        |                        |                        |
| 8       | Хаиро Торрес                     | Акробат и брейкдансер  |                        |                        |                        |
| 9       | G-Force                          | Девичья рок-группа     |                        |                        |                        |
| 10      | Джеффри Оу                       | Пианист                |                        |                        |                        |
| 11      | Марио & Дженни                   | Жонглёры               |                        |                        |                        |
| 12      | Лоуренс Бимен                    | Басовый певец          |                        |                        |                        |

### Неделя 4
Выпуск вышел в эфир 25 августа 2009 года и длился 2 часа.
Результаты тура были показаны в эфире 26 августа 2009 года в течение часа. Были включены выступления Ребы Макэнтайра.

#### Таблица удалений (неделя 4)
| Key | Нажата кнопка | Выбор судей | Вышел в полуфиналы | Занял или 5, или 6 место; Выиграл (голоса судей). | Занял или 5, или 6 место; Проиграл (голоса судей). |

Курсивом показаны номера, которые были в «Дикой карте». Указан порядок выступлений в эпизоде.
| Порядок | Участник                   | Описание номера                    | Нажатия и голоса судей | Нажатия и голоса судей | Нажатия и голоса судей |
| Порядок | Участник                   | Описание номера                    | Дэвид Хасселхофф       | Шэрон Осборн           | Пирс Морган            |
| ------- | -------------------------- | ---------------------------------- | ---------------------- | ---------------------- | ---------------------- |
| 1       | Ishaara                    | Болливудская танцевальная труппа   |                        |                        |                        |
| 2       | Барбара Падилла            | Певица                             |                        |                        |                        |
| 3       | Лучшие собаки Пэма Мартина | Дрессировщик с танцующими собаками |                        |                        |                        |
| 4       | African High Flyers        | Акробаты                           |                        |                        |                        |
| 5       | Миа Бустром                | Певица                             |                        |                        |                        |
| 6       | Эрик & Рики                | Бальные танцоры                    |                        |                        |                        |
| 7       | Кони Исленд Крис           | Физический комик                   |                        |                        |                        |
| 8       | Мэтт & Антони              | Гитарист и танцор                  |                        |                        |                        |
| 9       | The Lollipop Girls         | Танцоры бурлеска                   |                        |                        |                        |
| 10      | Дрю Стивенс                | Певец                              |                        |                        |                        |
| 11      | Recycled Percussion        | Ударный номер                      |                        |                        |                        |
| 12      | The EriAm Sisters          | Трио поющих сестёр                 |                        |                        |                        |

## Топ-20
Полуфиналы начались 1 сентября 2009 года. Процесс проходил, как в четвертьфиналах, за исключением того, что больше нет номеров «Дикой карты».

### Раунд 1
Выпуск вышел в эфир 1 сентября 2009 года и продолжался 2 часа.
Результаты тура были показаны в эфире 2 сентября 2009 года в течение часа, включая выступления звёзд «Мисс Пигги» и «Лягушонок Кермит» (в исполнении Арти Эспозито для заполнения недоступного Стива Уайтмира), которые пели песню «Don’t Go Breaking My Heart», а один Дэвид Хасселхофф исполнял песню «Feeling Good».

#### Таблица удалений (раунд 1)
| Key | Нажата кнопка | Голоса судей | Прошёл в финал. | Занял или 5, или 6 место; Выиграл (голоса судей). |

| Порядок | Участник            | Описание номера            | Нажатия и голоса судей | Нажатия и голоса судей | Нажатия и голоса судей |
| Порядок | Участник            | Описание номера            | Дэвид Хасселхофф       | Шэрон Осборн           | Пирс Морган            |
| ------- | ------------------- | -------------------------- | ---------------------- | ---------------------- | ---------------------- |
| 1       | Acrodunk            | Баскетбольные окунанцы     |                        |                        |                        |
| 2       | The Texas Tenors    | Трио певцов                |                        |                        |                        |
| 3       | Paradizo Dance      | Исполнители акробатики     |                        |                        |                        |
| 4       | Магия Дрю Томаса    | Фокусник                   |                        |                        |                        |
| 5       | Тони Хоард и Рори   | Собака, исполняющая фрисби |                        |                        |                        |
| 6       | The Voices of Glory | Трио певцов                |                        |                        |                        |
| 7       | The Fab Five        | Труппа танца клоггинг      |                        |                        |                        |
| 8       | Бабушка Ли          | Сидячий комик              |                        |                        |                        |
| 9       | Arcadian Broad      | Танцор                     |                        |                        |                        |
| 10      | Кевин Скиннер       | Певец/музыкант             |                        |                        |                        |

### Раунд 2
Выпуск вышел в эфир 8 сентября 2009 года и длился 2 часа.
Результаты тура были показаны в эфире 9 сентября 2009 года в течение часа с появлением гостя, музыканта Джерси Бойс.

#### Таблица удалений (раунд 2)
| Key | Нажата кнопка | Прошёл в финал. |

| Порядок | Участник            | Описание номера       | Нажатия          | Нажатия      | Нажатия     |
| Порядок | Участник            | Описание номера       | Дэвид Хасселхофф | Шэрон Осборн | Пирс Морган |
| ------- | ------------------- | --------------------- | ---------------- | ------------ | ----------- |
| 1       | Recycled Percussion | Ударная группа        |                  |              |             |
| 2       | Лоуренс Бимен       | Басовый певец         |                  |              |             |
| 3       | Эрик и Рики         | Бальные танцоры       |                  |              |             |
| 4       | Джеффри Оу          | Пианист               |                  |              |             |
| 5       | Хаиро Торрес        | Брейкдансер и акробат |                  |              |             |
| 6       | The EriAm Sisters   | Трио поющих сестёр    |                  |              |             |
| 7       | Марио и Дженни      | Жонглёры              |                  |              |             |
| 8       | Дрю Стевинс         | Певец                 |                  |              |             |
| 9       | FootworKINGz        | Танцевальная труппа   |                  |              |             |
| 10      | Барбара Падилла     | Певица                |                  |              |             |

## Финалы
Финальные выступления были показаны в эфире в понедельник, 14 сентября 2009 года, и длился 2 часа.
Результаты финального тура были показаны в эфире в среду, 16 сентября 2009 года, в течение часа, включая выступления от Тэлмы Хьюстон, Шакиры, группы «Rascal Flatts», артисты цирка Дю Солей, и соперница из третьего сезона шоу «В Британии есть таланты» Сьюзан Бойл.
Эпизод выступлений в среднем посмотрели 13.840.000 зрителей, а финал в среднем 15.500.000 человек.

### Финалы, таблица удалений
| Key | Победитель | Занял 2 место. | Занял 3 место. | Занял 4 место. | Занял 5 место. |

| Финалы (14-16 сентября 2009) |                     | |                              |
| Порядок                      | Участник            | Описание выступления | Результат (16 сентября 2009) |
| 1                            | Voices of Glory     | Родные братья-певцы; пели песню «Greatest Love of All» Уитни Хьюстон.                                                           | 5 место                      |
| 2                            | Хаиро Торрес        | Акробатический танцор; Танцевал под песни «Puttin' on the Ritz» by Руфуса Уэйнрайта и «Closer» музыканта Ne-Yo.                 | Выбыл                        |
| 3                            | Лоуренс Бимен       | Басовый певец; пел песню «You’re the First, the Last, My Everything» Берри Уайта.                                               | Выбыл                        |
| 4                            | Барбара Падилла     | Оперная певица; пела песню «O Mio Babbino Caro» Джакомо Пуччини.                                                                | 2 место                      |
| 5                            | Fab Five            | Сёстры-клоггеры; танцевали под песню «Circus» Бритни Спирс.                                                                     | Выбыли                       |
| 6                            | Texas Tenors        | Кантри-классические певцы; пели песню «My Way» Фрэнка Синатры.                                                                  | 4 место                      |
| 7                            | Дрю Стевинс         | Певец (и гитарист); пел песню «I’ll Stand By You» группы «The Pretenders».                                                      | Выбыл                        |
| 8                            | Бабушка Ли          | Сидячий комик; выполняла различные рутины, взяв детей на руки, её (вымышленного) бывшего мужа, Пирса Моргана и Саймона Коуэлла. | Выбыла                       |
| 9                            | Кевин Скиннер       | Певец стиля кантри; пел песню «I Don’t Want to Miss a Thing» группы «Aerosmith».                                                | Победитель                   |
| 10                           | Recycled Percussion | Ударники на дворовом хламе; исполнили «Wipe Out» группы «The Surfaris».                                                         | 3 место                      |

## Таблица раундов
Здесь представлен список выступлений, прошедших в раундах.
Курсивом показано, что номер был в «Дикой карте».
| Key | Победитель | Соперник (2 место) | Финалист | Полуфиналист |

| Участник                                      | Член(ы) | Жанр                     | Номер                                       | Откуда                                | Четвертьфинал | Полуфинал | Конечная позиция     |
| --------------------------------------------- | --- | ------------------------ | ------------------------------------------- | ------------------------------------- | ------------- | --------- | -------------------- |
| Кевин Скиннер                                 | Кевин Скиннер (35) | Пение                    | Певец/Музыкант                              | г. Мэйфилд (штат Кентукки)            | 1             | 1         | Победитель           |
| Барбара Падилла                               | Барбара Падилла (36) | Пение                    | Оперная певица                              | г. Хьюстон (штат Техас)               | 4             | 2         | 2 место              |
| Recycled Percussion                           | Райан Везина; Джастин Спенсер; Джеймс «Джимми» Магун; Тодд Гриффин (22-39)                                                                                             | Музыкальный номер        | Группа ударников по дворовому хламу (и др.) | г. Гоффстаун (штат Хэмпшир)           | 4             | 2         | 3 место              |
| Texas Tenors                                  | Маркус Коллинс (34); Джейси Фишер (35); Джон Хаген (44) | Пение                    | Кантри-классические певцы                   | г. Хьюстон (штат Техас)               | 2             | 1         | 4 место              |
| The Voices of Glory                           | Майкл Коул (16); Авери Коул (13); Надя Коул (9) | Пение                    | Трио братьев-певцов                         | г. Хайленд (штат Нью-Йорк)            | 2             | 1         | 5 место              |
| Дрю Стевинс                                   | Дрю СТевинс (26) | Пение                    | Певец/музыкант                              | г. Сайкесвилл (штат Мэриленд)         | 4             | 2         | Топ-10 (5 нижний)    |
| Fab Five                                      | Лачере Воудри (35); Шаундали Морган (33); Эйрион Майерс (31); Камбриа Гибсон (28); Вева Астром (24)                                                                    | Танец                    | Труппа сестёр клоггинга                     | г. Морган (штат Юта)                  | 2             | 1         | Топ-10 (нижний 5)    |
| Бабушка Ли                                    | Ли Стронг (75) | Выступление              | Сидячий комик                               | г. Джексонвилль (штат Флорида)        | 1             | 1         | Топ-10 (5 нижний)    |
| Хаиро Торрес                                  | Хаиро Торрес (23) | Танец                    | Акробат/Брейкдансер                         | г. Грантс Пасс (штат Орегон)          | 3             | 2         | Топ-10 (5 нижний)    |
| Лоуренс Бимен                                 | Лоуренс Бимен (34) | Пение                    | Басовый певец                               | г. Уалнут (штат Калифорния)           | 3             | 2         | Топ-10 (5 нижний)    |
| Acrodunk (Team Acrodunk)                      | Джерри Л. Бёррелл (45); Ромел Даунте Крауфорд (23); Антони Грант (27); Грегори Т. Джерральдс (25); Эдди Рэй Джонсон (24); Грег Л.. Мюллер (32)                         | Акробатика               | Баскетбольные акробаты                      | г. Хьюстон (штат Техас)               | 1             | 1         | Выбыли               |
| Arcadian Broad                                | Arcadian Broad (13) | Танец                    | Танцор (и пианист)                          | г. Орландо (штат Флорида)             | 1             | 1         | Выбыл                |
| Магия Томаса Дрю (Магия и иллюзия Томаса Дрю) | Дрю Томас (40); Ребекка Томас; Эрин Николь Клайн-Лид; Хатер Спехт | Выступление              | Фокусник/иллюзионист                        | г. Орландо (штат Флорида)             | 1             | 1         | Выбыл                |
| EriAm Sisters                                 | Хабен Абрахам (11); Салина Абрахам (14); Лианда Абрахам (16) | Пение                    | Трио поющих сестёр                          | г. Сиэтл (штат Вашингтон)             | 4             | 2         | Выбыли               |
| Эрик и Рики                                   | Эрик Линдер (8); Рики Тейлор (8) | Танец                    | Круговые танцоры                            | г. Сиэтл (штат Вашингтон)             | 4             | 2         | Выбыли               |
| FootworKINGz (The Chicago FootworKINGz)       | Тревелл Джонсон (23); Кендалл Ларкин (18); Кеннет Ливингстон (18); Брендон Лав (18); Эдди Мартин (16); Кристофер Томас (24)                                            | Танец                    | Танцевальная труппа                         | г. Чикаго (штат Иллионойс)            | 3             | 2         | Выбыли               |
| Джеффри Оу                                    | Джеффри Оу (18) | Классический пианист     | Пианист                                     | г. Керролтон (штат Техас)             | 3             | 2         | Выбыл                |
| Марио и Дженни                                | Марио Феррейра (34); Дженни Феррейра (33) | Выступление              | Жонглёры                                    | Долина Лас-Вегас                      | 3             | 2         | Выбыли               |
| Paradizo Dance                                | Дейв Парис (37); Зоэ Клейн (29) | Танец                    | Исполнители акробатики                      | г. Бруклин (штат Нью-Йорк)            | 2             | 1         | Выбыли               |
| Тони Хоард & роковой Рори                     | Тони Хоард (54); Роковой Рори (или рок-н-рольный Рори) | Выступление животных     | Собачий летучий метатель диска / Ловец      | г. Нью-Кэстл (штат Индиана)           | 2             | 1         | Выбыли               |
| African High Flyers                           | 24-35 | Акробатика               | Акробаты                                    | г. Орландо (штат Флорида)             | 4             |           | Выбыли               |
| Alizma                                        | Александра Окапьец (23); Изабела Окапьец (23); Моника Окапьец (23) | Музыкальный номер        | Пение/скрипка тройняшек                     | Долина Лас-Вегас                      | 2             |           | Выбыли               |
| 'Антони и Мэтт (AM Project)                   | Антони Моригерато (24); Мэтт Лукас (22) | Танец; музыкальный номер | Танцор/гитарист                             | Манхэттен (штат Нью-Йорк)             | 4             |           | Выбыли               |
| Breaksk8                                      | 21-30 | Танец                    | Труппа танца на роликовых коньках           | г. Кокомо (штат Индиана)              | 1             |           | Выбыли               |
| Beale Street Flippers                         | 20-26 | Акробатика               | Flippers                                    | г. Мемфис (штат Теннесси)             | 2             |           | Выбыли               |
| BRI                                           | Сабрина «Бри» Бернштейн (17) | Пение                    | Певица/пианист                              | Долина Лас-Вегас                      | 3             |           | Выбыла               |
| Керол Лоо                                     | Керол Лоо (63) | Танец                    | Танцор                                      | г. Джерси (штат Нью-Джерси)           | 2             |           | Выбыла               |
| Чарльз Деуэйн                                 | Чарльз Деуэйн-мл. (21) | Пение                    | Певец (и пианист)                           | г. Ла-Верне (штат Калифорния)         | 2             |           | Выбыл (голос судей)  |
| Кони Исленд Крис                              | Крис Эллисон (42) | Выступление              | Комедийные трюки                            | г. Наугатук (штат Коннектикут)        | 4             |           | Выбыл                |
| Дэвид Джонсон                                 | Дэвид Джонсон (30) | Пение                    | Комедийный певец                            | г. Рентон (штат Вашингтон)            | 3             |           | Выбыл                |
| Diva League                                   | Ши-Квита Ли; Джессика Спаулдинг; Акаша Кассадин; Банака Девера; Маркус Янг; Кьера Тёрнер; Дерек Браун; Черил Браун; Байрон Смит; Доминик Харвин; Рашад Динкинс (20-44) | Танец                    | Двигающиеся танцоры и губные синхронисты    | г. Вашингтон                          | 1             |           | Выбыли               |
| Элейша Миллер                                 | Элейша Миллер (8) | Музыкальный номер        | Певец и пианист                             | г. Амарилло (штат Техас)              | 2             |           | Выбыл                |
| G Force                                       | Эмили Гендикс (11); Ханна Гендикс (9); Оливия Гендикс (8) | Музыкальный номер/пение  | Рок-группа сестёр                           | г. Амхерст (штат Огайо)               | 3             |           | Выбыли               |
| Ishaara                                       | Шарил Пател; Сиан Бентсон; Никеш Висванатан; Шивани Мехта; Нирадж Кохиркар; Амлу Натесан; Анвеш Тхакур; Прия Танна; Прашант Шукла; Мегхтна Бхаттер (18-23)             | Танец                    | Болливудская танцевальная труппа            | г. Беркли (штат Калифорния)           | 4             |           | Выбыли               |
| Джей Маттиоли                                 | Джей Маттиоли (27) | Выступление              | Фокусник/иллюзионист                        | г. Манассас (штат Вирджиния)          | 3             |           | Выбыл                |
| Танец Лейки Хьюстон                           | Члены центра искусств выступления Лейки Хьюстон (9-14) | Танец                    | Танцевальная труппа                         | г. Хьюстон (штат Техас)               | 1             |           | Выбыли               |
| Мануэла Хорн                                  | Мануэла Хорн (36) | Пение                    | Йоделер (и певица)                          | г. Сиэтл (штат Вашингтон)             | 1             |           | Выбыла               |
| Маркус Террелл и «The Serenades»              | Маркус Террелл (22); другие | Пение                    | Певец                                       | г. Канзас-сити (штат Миссури)         | 3             |           | Выбыл                |
| Миа Бустром                                   | Миа Бустром (16) | Пение                    | Певица                                      | г. Северный Дигтон (штат Массачусетс) | 4             |           | Выбыл (голос судей)  |
| Mosaic                                        | Корвин Ходж; Хит Бёргетт; Джон Генри Гибсон II; Джош Хаслиг; Шон Гёррити; Трой Долендо (30-34)                                                                         | Пение                    | Группа акапельного пения                    | Долина Лас-Вегас                      | 1             |           | Выбыли               |
| Лучшие собаки Пэма Мартина                    | Пэм Мартин (54); разные собаки | Выступление животных     | Танцующие собаки                            | г. Гарленд (штат Техас)               | 4             |           | Выбыл                |
| Пит Петеркин                                  | Пит Петеркин (54) | Выступление              | Импрессионист                               | г. Бруклин (штат Нью-Йорк)            | 2             |           | Выбыл                |
| Pixie Mystère                                 | 9-11 | Танец                    | Труппа акробатических танцоров              | г. Кэп Мэй (штат Нью-Джерси)          | 3             |           | Выбыл (голос судей)  |
| Братья Платт                                  | Бун Платт; Чита Платт; Си Платт (22-27) | Акробатика               | Трио комедийных акробатов                   | г. Сан-Диего (штат Калифорния)        | 1             |           | Выбыли               |
| SQ Entertainment                              | 19-32 | Танец                    | Танцевальная бригада                        | г. Бостон (штат Массачусетс)          | 2             |           | Выбыл                |
| The Lollipop Girls                            | Александра; Селена; Жанет; Джессика; Кайли; Линди; Лиза; Мариса (21-40)                                                                                                | Танец                    | Труппа танца бурлеска                       | г. Сан-Диего (штат Калифорния)        | 4             |           | Выбыли               |
| Тиа Мегия                                     | Тиалорей Лизинг «Тиа» Мегия (14) | Пение                    | Певица                                      | г. Редвуд-сити (штат Калифорния)      | 1             |           | Выбыли (голос судей) |
| U4ria Dance Crew                              | 16-23 | Танец                    | Танцевальная труппа                         | г. Корал Спрингс (штат Флорида)       | 3             |           | Выбыли               |

## Конкурсанты, которые появлялись в других шоу
Тиа Мехиа была самой молодой из 13 лучших финалистов десятого сезона проекта «American Idol». Она первая бывшая конкурсантка шоу «В Америке есть таланты», конкурирующая на «American Idol», следующая за Джессикой Санчес из первого сезона «В Америке есть таланты», которая соревновалась в следующем сезоне этого шоу. Она была устранена на 10 место, наряду с 11 местом финалиста Найма Адедапо.

## Рейтинги

### Рейтинги США
| Порядок | Эпизод                                           | Рейтинг | Доля | Рейтинг/Доля (18-49) | Зрители (млн. чел.) | Класс (ночь) (Зрители) | Класс (неделя) (Зрители) |
| ------- | ------------------------------------------------ | ------- | ---- | -------------------- | ------------------- | ---------------------- | ------------------------ |
| 1       | «Прослушивания (эпизод 1)»                       | 6.8     | 12   | 3.3/10               | 11.30               | #1                     | #1                       |
| 2       | «Прослушивания (эпизод 2)»                       | 6.2     | 11   | 3.1/9>               | 10.39               | #1                     | #3                       |
| 3       | «Прослушивания (эпизод 3)»                       | 7.5     | 13   | 3.7/11               | 12.91               | #1                     | #1                       |
| 4       | «Прослушивания (эпизод 4)»                       | 6.8     | 12   | 2.9/9                | 11.30               | #2                     | #3                       |
| 5       | «Прослушивания (эпизод 5)»                       | 6.2     | 10   | 3/9                  | 10.43               | #1                     | #2                       |
| 6       | «Прослушивания (эпизод 6)»                       | 6.9     | 12   | 3.3/10               | 11.69               | #1                     | #1                       |
| 7       | «Прослушивания (эпизод 7)»                       | 8       | 13   | 3.6/10               | 13.17               | #2                     | #2                       |
| 8       | «Прослушивания (эпизод 8)»                       | 6.9     | 12   | 2.9/9                | 11.38               | #1                     | #4                       |
| 9       | «Прослушивания (эпизод 9)»                       | 8.2     | 14   | 3.4/10               | 13.75               | #1                     | #1                       |
| 10      | «Прослушивания (эпизод 10) Интервью Сьюзан Бойл» | 6.6     | 11   | 2.5/7                | 11.26               | #1                     | #2                       |
| 11      | «Vegas Verdicts (часть 1)»                       | 7.7     | 13   | 3.4/10               | 12.76               | #1                     | #1                       |
| 12      | «Vegas Verdicts (часть 2)»                       | 6.4     | 11   | 2.8/8                | 10.90               | #1                     | #2                       |
| 13      | «Четвертьфиналы (группа 1)»                      | 7.7     | 14   | 3.6/11               | 12.97               | #1                     | #1                       |
| 14      | «Четвертьфиналы (группа 1). Результаты»          | 6       | 10   | 2.9/9                | 10.68               | #1                     | #2                       |
| 15      | «Четвертьфиналы (группа 2)»                      | 7.6     | 13   | 3.4/10               | 12.48               | #1                     | #1                       |
| 16      | «Четвертьфиналы (группа 2). Результаты»          | 6.9     | 12   | 2.9/9                | 11.42               | #1                     | #4                       |
| 17      | «Четвертьфиналы (группа 3)»                      | 7       | 12   | 2.9/9                | 11.59               | #1                     | #2                       |
| 18      | «Четвертьфиналы (группа 3). Результаты»          | 6.4     | 11   | 2.4/7                | 10.29               | #1                     | #4                       |
| 19      | «Четвертьфиналы (группа 4)»                      | 6.9     | 12   | 3/8                  | 11.42               | #1                     | #1                       |
| 20      | «Четвертьфиналы (группа 4). Результаты»          | 6.7     | 11   | 2.9/8                | 10.87               | #1                     | #2                       |
| 21      | «Полуфиналы (часть 1)»                           | 7.5     | 13   | 3.2/9                | 12.81               | #1                     | #1                       |
| 22      | «Полуфиналы (часть 1). Результаты»               | 7.4     | 12   | 2.6/8                | 12.39               | #1                     | #2                       |
| 23      | «Полуфиналы (часть 2)»                           | 7.1     | 12   | 2.9/8                | 12.03               | #1                     | #5                       |
| 24      | «Полуфиналы (часть 2). Результаты»               | 6       | 9    | 2.1/5                | 10.06               | #1                     | #10                      |
| 25      | «Финалы»                                         | 8.5     | 13   | 3.3/9                | 13.84               | #2                     | #3                       |
| 26      | «Финал»                                          | 9.5     | 16   | 3.5/10               | 15.53               | #1                     | #2                       |

### Рейтинги Канады
| Порядок | Эпизод                                  | Зрители (100’00) | Класс (неделя) |
| ------- | --------------------------------------- | ---------------- | -------------- |
| 1       | «Прослушивания (эпизод 1)»              | 6.77             | #24            |
| 2       | «Прослушивания (эпизод 2)»              | 6.71             | #25            |
| 3       | «Прослушивания (эпизод 3)»              | 7.58             | #20            |
| 5       | «Прослушивания (эпизод 5)»              | 8.52             | #18            |
| 6       | «Прослушивания (эпизод 6)»              | 7.93             | #24            |
| 7       | «Прослушивания (эпизод 7)»              | 9.00             | #18            |
| 9       | «Прослушивания (эпизод 9)»              | 7.01             | #28            |
| 11 & 12 | «Vegas Verdicts»                        | 7.08             | #27            |
| 13      | «Четвертьфиналы (группа 1)»             | 8.36             | #18            |
| 15      | «Четвертьфиналы (группа 2)»             | 6.68             | #24            |
| 16      | «Четвертьфиналы (группа 2). Результаты» | 6.00             | #27            |
| 17      | «Четвертьфиналы (группа 3)»             | 6.28             | #27            |
| 21      | «Полуфиналы (группа 1)»                 | 10.44            | #18            |
| 22      | «Полуфиналы (группа 1). Результаты»     | 8.84             | #26            |
| 23      | «Полуфиналы (группа 2)»                 | 7.93             | #28            |
| 25      | «Финалы»                                | 20.27            | #4             |
| 26      | «Финал»                                 | 14.47            | #9             |